# Macrocondyla bifasciata
Macrocondyla bifasciata är en tvåvingeart som först beskrevs av Macquart 1850.  Macrocondyla bifasciata ingår i släktet Macrocondyla och familjen svävflugor. Inga underarter finns listade i Catalogue of Life.